# Charleville-Mézières (quận)
Quận Charleville-Mézières là một quận của Pháp, nằm ở tỉnh Ardennes, ở vùng Grand Est. Quận này có 17 tổng và 160 xã.

## Các đơn vị hành chính

### Các tổng
Các tổng của quận Charleville-Mézières là: 
1. Charleville-Centre
2. Charleville-La Houillère
3. Flize
4. Fumay
5. Givet
6. Mézières-Centre-Ouest
7. Mézières-Est
8. Monthermé
9. Nouzonville
10. Omont
11. Renwez
12. Revin
13. Rocroi
14. Rumigny
15. Signy-l'Abbaye
16. Signy-le-Petit
17. Villers-Semeuse

### Các xã
Các xã của quận Charleville-Mézières, và mã INSEE là: 
| 1. Aiglemont (08003)                | 2. Anchamps (08011)               | 3. Antheny (08015)                   | 4. Aouste (08016)                 |
| 5. Arreux (08022)                   | 6. Aubigny-les-Pothées (08026)    | 7. Aubrives (08028)                  | 8. Auge (08030)                   |
| 9. Auvillers-les-Forges (08037)     | 10. Balaives-et-Butz (08042)      | 11. Barbaise (08047)                 | 12. Baâlons (08041)               |
| 13. Belval (08058)                  | 14. Blanchefosse-et-Bay (08069)   | 15. Blombay (08071)                  | 16. Bogny-sur-Meuse (08081)       |
| 17. Bossus-lès-Rumigny (08073)      | 18. Boulzicourt (08076)           | 19. Bourg-Fidèle (08078)             | 20. Boutancourt (08079)           |
| 21. Bouvellemont (08080)            | 22. Brognon (08087)               | 23. Cernion (08094)                  | 24. Chagny (08095)                |
| 25. Chalandry-Elaire (08096)        | 26. Champigneul-sur-Vence (08099) | 27. Champlin (08100)                 | 28. Charleville-Mézières (08105)  |
| 29. Charnois (08106)                | 30. Chilly (08121)                | 31. Chooze (08122)                   | 32. Clavy-Warby (08124)           |
| 33. Cliron (08125)                  | 34. Damouzy (08137)               | 35. Deville (08139)                  | 36. Dom-le-Mesnil (08140)         |
| 37. Dommery (08141)                 | 38. Estrebay (08154)              | 39. Fagnon (08162)                   | 40. Flaignes-Havys (08169)        |
| 41. Fligny (08172)                  | 42. Flize (08173)                 | 43. Foisches (08175)                 | 44. Fromelennes (08183)           |
| 45. Fumay (08185)                   | 46. Fépin (08166)                 | 47. Gernelle (08187)                 | 48. Gespunsart (08188)            |
| 49. Girondelle (08189)              | 50. Givet (08190)                 | 51. Gruyères (08201)                 | 52. Guignicourt-sur-Vence (08203) |
| 53. Gué-d'Hossus (08202)            | 54. Ham-les-Moines (08206)        | 55. Ham-sur-Meuse (08207)            | 56. Hannappes (08208)             |
| 57. Hannogne-Saint-Martin (08209)   | 58. Harcy (08212)                 | 59. Hargnies (08214)                 | 60. Haudrecy (08216)              |
| 61. Haulmé (08217)                  | 62. Haybes (08222)                | 63. Hierges (08226)                  | 64. Houldizy (08230)              |
| 65. Issancourt-et-Rumel (08235)     | 66. Jandun (08236)                | 67. Joigny-sur-Meuse (08237)         | 68. L'Échelle (08149)             |
| 69. La Francheville (08180)         | 70. La Férée (08167)              | 71. La Grandville (08199)            | 72. La Horgne (08228)             |
| 73. La Neuville-aux-Joûtes (08318)  | 74. Laifour (08242)               | 75. Lalobbe (08243)                  | 76. Landrichamps (08247)          |
| 77. Launois-sur-Vence (08248)       | 78. Laval-Morency (08249)         | 79. Le Châtelet-sur-Sormonne (08110) | 80. Le Fréty (08182)              |
| 81. Les Ayvelles (08040)            | 82. Les Hautes-Rivières (08218)   | 83. Les Mazures (08284)              | 84. Liart (08254)                 |
| 85. Logny-Bogny (08257)             | 86. Lonny (08260)                 | 87. Lumes (08263)                    | 88. Lépron-les-Vallées (08251)    |
| 89. Maranwez (08272)                | 90. Marby (08273)                 | 91. Marlemont (08277)                | 92. Maubert-Fontaine (08282)      |
| 93. Mazerny (08283)                 | 94. Mondigny (08295)              | 95. Montcornet (08297)               | 96. Montcy-Notre-Dame (08298)     |
| 97. Monthermé (08302)               | 98. Montigny-sur-Meuse (08304)    | 99. Montigny-sur-Vence (08305)       | 100. Murtin-et-Bogny (08312)      |
| 101. Neufmaison (08315)             | 102. Neufmanil (08316)            | 103. Neuville-lez-Beaulieu (08319)   | 104. Neuville-lès-This (08322)    |
| 105. Nouvion-sur-Meuse (08327)      | 106. Nouzonville (08328)          | 107. Omicourt (08334)                | 108. Omont (08335)                |
| 109. Poix-Terron (08341)            | 110. Prez (08344)                 | 111. Prix-lès-Mézières (08346)       | 112. Raillicourt (08352)          |
| 113. Rancennes (08353)              | 114. Regniowez (08355)            | 115. Remilly-les-Pothées (08358)     | 116. Renwez (08361)               |
| 117. Revin (08363)                  | 118. Rimogne (08365)              | 119. Rocroi (08367)                  | 120. Rouvroy-sur-Audry (08370)    |
| 121. Rumigny (08373)                | 122. Saint-Laurent (08385)        | 123. Saint-Marceau (08388)           | 124. Saint-Marcel (08389)         |
| 125. Saint-Pierre-sur-Vence (08395) | 126. Sapogne-et-Feuchères (08400) | 127. Signy-l'Abbaye (08419)          | 128. Signy-le-Petit (08420)       |
| 129. Singly (08422)                 | 130. Sormonne (08429)             | 131. Sury (08432)                    | 132. Sécheval (08408)             |
| 133. Sévigny-la-Forêt (08417)       | 134. Taillette (08436)            | 135. Tarzy (08440)                   | 136. Thilay (08448)               |
| 137. Thin-le-Moutier (08449)        | 138. This (08450)                 | 139. Touligny (08454)                | 140. Tournavaux (08456)           |
| 141. Tournes (08457)                | 142. Tremblois-lès-Rocroi (08460) | 143. Vaux-Villaine (08468)           | 144. Vendresse (08469)            |
| 145. Ville-sur-Lumes (08483)        | 146. Villers-Semeuse (08480)      | 147. Villers-le-Tilleul (08478)      | 148. Villers-sur-le-Mont (08482)  |
| 149. Vireux-Molhain (08486)         | 150. Vireux-Wallerand (08487)     | 151. Vivier-au-Court (08488)         | 152. Vrigne-Meuse (08492)         |
| 153. Warcq (08497)                  | 154. Warnécourt (08498)           | 155. Yvernaumont (08503)             | 156. Élan (08152)                 |
| 157. Étalle (08155)                 | 158. Éteignières (08156)          | 159. Étrépigny (08158)               | 160. Évigny (08160)               |